# Weinmannia humilis
Weinmannia humilis är en tvåhjärtbladig växtart som beskrevs av Adolf Engler. Weinmannia humilis ingår i släktet Weinmannia och familjen Cunoniaceae. Inga underarter finns listade i Catalogue of Life.